# День посадки дерев
День посадки дерев (також День деревини)— день, у який окремі особи та групи заохочуються висаджувати дерева. Сьогодні таке свято відзначають багато країн. Хоча зазвичай спостерігається навесні, дата змінюється залежно від клімату та відповідного сезону посадки.

## Походження та історія

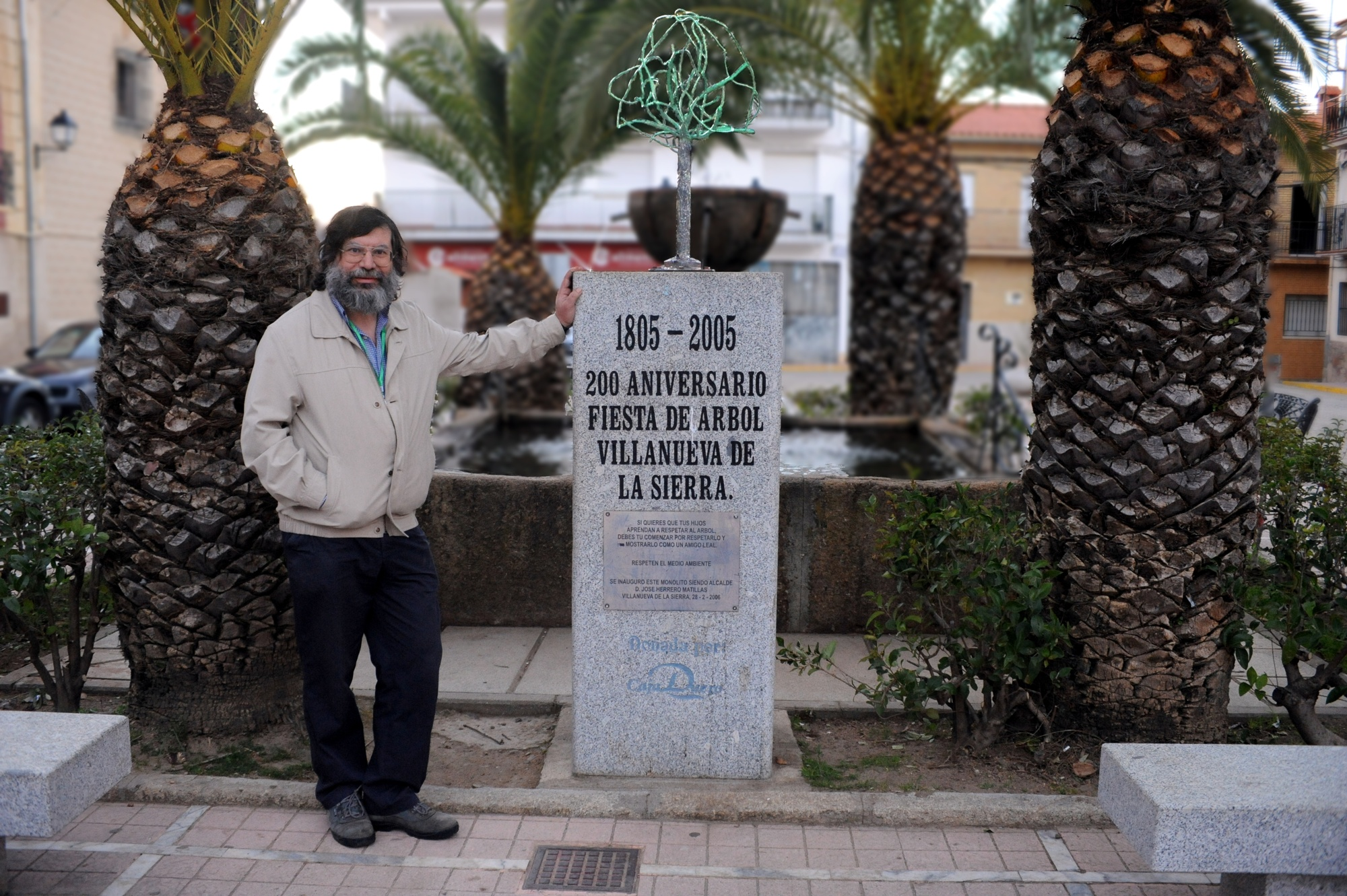
Натураліст Мігель Ерреро Уседа біля пам’ятника першому в світі Дню посадки дерев, Віллануева-де-ла-Сьєрра (Іспанія), 1805 рік

### День першої посадки дерев
Іспанське село Мондоньєдо провело перший у світі задокументований фестиваль альтанок, організований його мером у 1594 році. Місце залишається під назвою Аламеда-де-лос-Ремедіос, і воно все ще висаджено лаймом і каштаном. Про цю подію нагадує скромний гранітний маркер і бронзова табличка. Крім того, у маленькому іспанському селі Вільянуева-де-ла-Сьєрра відбувся перший сучасний День деревини, ініціатива, започаткована в 1805 році місцевим священиком за гарячої підтримки всього населення.
Поки Наполеон своїми амбіціями спустошував Європу, у цьому селі в Сьєрра-де-Гата жив священик дон Хуан Аберн Самтрес, який, згідно з хроніками, «переконував у важливості дерев для здоров’я, гігієни, прикраси, природи, навколишнього середовища та звичаїв, вирішує посадити дерева та створити святкову атмосферу. Фестиваль розпочався у вівторок карнавалу з дзвоном двох дзвонів церкви, а також Середнього та Великого. Після меси, і навіть покритий церковними прикрасами, дон Хуан у супроводі духовенства, вчителів та великої кількості сусідів посадив перше дерево, тополю, у місці, відомому як Долина Ехідо. Плантації дерев продовжили Аррояда та Фуенте-де-ла-Мора. Після цього відбувся бенкет , і не пропустив танці. Вечірка та плантації тривали три дні. Він склав проект маніфесту на захист дерев, який було надіслано в навколишні міста, щоб поширювати любов і повагу до природи, а також він порадив робити плантації дерев у своїх місцевості.— Мігель Ерреро Уседа, День деревини

### Перший американський День посадки дерев
Перший американський День деревини заснував Дж. Стерлінг Мортон із Небраска-Сіті, штат Небраска, на щорічній зустрічі Ради сільського господарства штату Небраска, яка відбулася в Лінкольні. 10 квітня 1872 року в Небраска було висаджено приблизно один мільйон дерев.
Бердсі Нортроп із Коннектикуту був відповідальним за глобалізацію ідеї, коли він відвідав Японію у 1883 році та виступив зі своїм посланням до Дня деревини та благоустрою села. Того ж року Американська лісова асоціація призначила Нортропа головою комітету з проведення кампанії з нагоди Дня деревини по всій країні. Він також приніс свій ентузіазм щодо Дня деревини в Австралію, Канаду та Європу.

### МакКрейт і Теодор Рузвельт
Починаючи з 1906 року, Пенсильванія природоохоронець майор Ізраїль МакКрейт з Дюбуйз, Пенсільванія, стверджував, що промови президента Теодора Рузвельта про збереження природи обмежувалися бізнесменами лісової промисловості, і рекомендував кампанія освіти молоді та національна політика природоохоронної освіти. Маккрейт закликав Рузвельта зробити публічну заяву школярам про дерева та знищення американських лісів. Природоохоронець Гіффорд Пінчот, голова Лісової служби Сполучених Штатів, прийняв рекомендації МакКрейта та попросив президента поговорити з учнями державних шкіл Сполучених Штатів про збереження природи. 15 квітня 1907 року Рузвельт видав «Проголошення Дня деревини для школярів Сполучених Штатів» про важливість дерев і те, що лісове господарство заслуговує на те, щоб його викладали в школах США. Пінчот писав Мак-Крейту: «Ми всі будемо вдячні вам за цю пропозицію».

## Навколо світу

### Австралія
День посадки дерев відзначається в Австралії з 20 червня 1889 року. Національний день дерев у школах проводиться в останню п’ятницю липня для шкіл, а Національний день дерев – в останню неділю липня по всій Австралії. У багатьох штатах є День посадки дерев, хоча Вікторія має Тиждень деревини, який запропонував Прем’єр-міністр Руперт (Дік) Гамер у 1980-х роках .

### Бельгія
Міжнародний день посадки дерев відзначається у Фландрії 21 березня або приблизно як тематичний/освітній день/свято, а не як державне свято. Висаджування дерев іноді поєднується з кампаніями поінформованості про боротьбу з раком: «Kom Op Tegen Kanker».

### Бразилія
21 вересня відзначається День посадки дерев (Dia da Árvore). Це не національне свято. Проте школи по всій країні святкують цей день екологічними заходами, а саме висадкою дерев.

### Британські Віргінські острови
22 листопада відзначається День посадки дерев. Спонсором його виступає Траст національних парків Віргінських островів. Заходи включають щорічний національний поетичний конкурс до Дня дерев і церемонії посадки дерев по всій території.

### Камбоджа
9 липня в Камбоджі відзначають День посадки дерев церемонією посадки дерев за участю короля.

### Канада
Цей день заснував сер Джордж Вільям Росс, пізніше прем’єр-міністр Онтаріо, коли він був міністром освіти в Онтаріо (1883–1899). Відповідно до Посібників для вчителів Онтаріо «Історія освіти» (1915), Росс заснував День деревини та День Імперії — «перший, щоб зацікавити школярів у тому, щоб зробити шкільну територію привабливою, а другий — щоб надихнути діти з духом патріотизму» (с. 222). Це передує заснуванню дня Доном Кларком із Шомберга, Онтаріо, для його дружини Маргрет Кларк у 1906 році. У Канаді Національний тиждень лісів є останнім повним тижнем вересня та Національним днем дерева (День кленового листка) припадає на середу цього тижня. Онтаріо святкує Тиждень лісу з останньої п’ятниці квітня до першої неділі травня. Острів Принца Едуарда святкує День лісу в третю п’ятницю травня під час Тижня дерев. День дерев є найтривалішим громадським проектом з озеленення в Калгарі, який відзначається в перший четвер травня. Цього дня кожен учень 1-го класу шкіл Калгарі отримує саджанець дерева, який забирає додому та висаджує на приватній території.

### Центральноафриканська Республіка
Національний день посадки дерев відзначається 22 липня.

### Чилі
За визначенням Міністерства охорони навколишнього середовища Чилі 28 червня 2022 року відзначається свято Арбола.

### Китай

#### Китайська Республіка
День деревини (植樹節) був заснований лісничим Лінг Даояном у 1915 році та є традиційним святом у Китайській Республіці з 1916 року. Міністерство сільського господарства та торгівлі вперше відзначило День дерев у 1915 році за пропозицією лісника Лінг Даояном. У 1916 році уряд оголосив, що всі провінції Китайської Республіки святкуватимуть його в один день із фестивалем Цінмін, 5 квітня, незважаючи на відмінності клімату в Китаї, який є першим день п'ятого сонячного терміну традиційного китайського місячно-сонячного календаря. З 1929 року згідно з указом націоналістичного уряду День посадки дерев був, щоб відзначити смерть Сунь Ятсена, який був головним прихильником лісонасаджень протягом свого життя. Після відступу уряду Республіки Китай до Тайваню в 1949 році, святкування Дня дерев 12 березня було збережено.

#### Китайська Народна Республіка
У Китайській Народній Республіці під час четвертої сесії Всекитайських народних зборів КНР у 1979 році було прийнято Резолюцію про розгортання загальнонаціональної добровільної кампанії з посадки дерев. Ця постанова встановила День посадки дерев (植树节), також 12 березня, і передбачала, що кожен працездатний громадянин віком від 11 до 60 років повинен висаджувати від трьох до п’яти дерев на рік або виконувати еквівалентну кількість робіт з розсади, вирощування, догляд за деревами або інші послуги. Супровідна документація містить вказівки для всіх підрозділів повідомляти статистику населення місцевим комітетам з лісонасадження для розподілу робочого навантаження. Багато пар вирішують одружитися за день до щорічного святкування, і вони садять дерево, щоб відзначити початок свого спільного життя та нове життя дерева.

### Республіка Конго
6 листопада відзначається Національний день посадки дерев.[джерело?]

### Коста-Ріка
"Día del Árbol" - 15 червня.

### Куба
"Dia del Árbol" (День дерева) вперше відзначався 10 жовтня 1904 року, а сьогодні відзначається в жовтні кожного року.

### Чехія
У Чехії День посадки дерев (чеськ. Den stromů) відзначають 20 жовтня.

### Єгипет
15 січня відзначається День деревини.

### Німеччина
День дерев ("Tag des Baumes") - 25 квітня. Вперше його святкували в 1952 році.

### Індія
Ван Махотсав — щорічний всеіндійський фестиваль висаджування дерев, який триває тиждень у липні. Під час цього заходу висаджують мільйони дерев. Він був ініційований у 1950 році К. М. Мунші, тодішнім міністром сільського господарства та продовольства Союзу, щоб викликати у населення ентузіазм щодо збереження лісів і посадки дерев.
Назва Ван Махотсава (фестиваль дерев) виникла в липні 1947 року після успішної акції з посадки дерев у Делі, в якій взяли участь такі національні лідери, як Джавахарлал Неру, д-р Раджендра Прасад та Абул Калам Азад брав участь. Paryawaran Sachetak Samiti, провідний екологічна організація щороку проводить масові заходи та заходи в цей особливий день. Тиждень одночасно відзначався в низці штатів країни.

### Іран
В Ірані він відомий як «Національний день посадки дерев». За сонячним календарем хіджри це п'ятнадцятий день місяця Есфанд, що зазвичай відповідає 5 березня. Цей день є першим днем «Тижня природних вторинних ресурсів» (з 5 по 12 березня).
Це час, коли саджанці всіх видів з точки зору різних кліматичних умов різних частин Ірану діляться між людьми. Їх також навчають садити дерева.

### Ізраїль

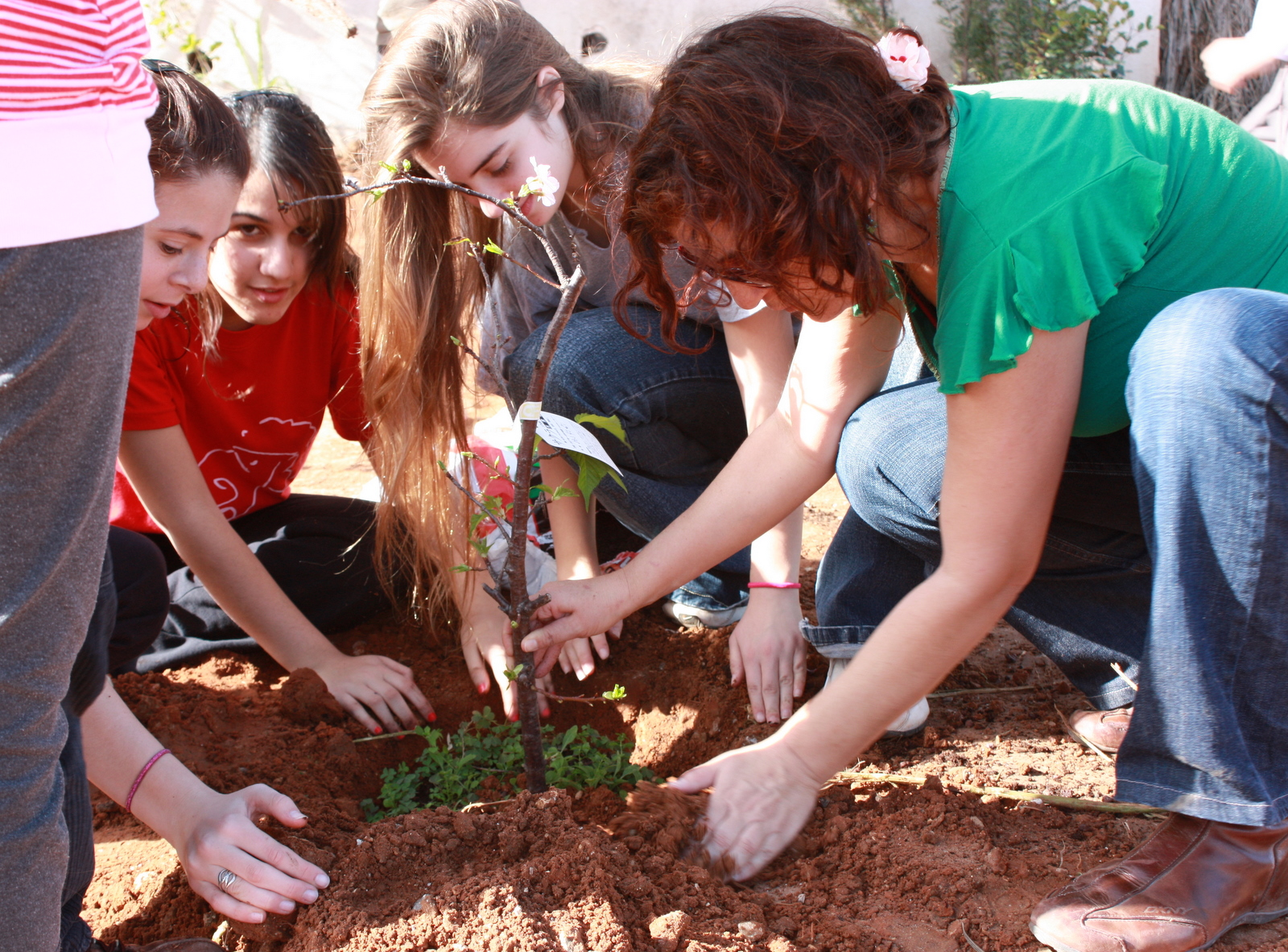
Ту Бішват, Ізраїль

Єврейське свято Ту Бішват, новий рік для дерев, припадає на 15-й день місяця Шват, який зазвичай припадає на січень або лютий. Спочатку на основі дати, яка використовувалася для обчислення віку фруктових дерев для десятини, як зазначено в Левіт 19:23–25, свято зараз найчастіше відзначається посадкою дерев або збором грошей на посадку дерева, і споживанням фруктів, зокрема винограду, інжиру, гранатів, оливок і фініків. Ту Бішват є напівофіційне свято в Ізраїлі; школи відкриті, але івритомовні школи часто їздять на екскурсії по посадці дерев.

### Японія
4 травня в Японії відзначають День зелені на таку ж тему.

### Кенія
Національний день посадки дерев — 21 квітня. Часто люди висаджують пальми та кокосові пальми вздовж Індійського океану, що межує зі східним узбережжям Кенії. Вони садять дерева на згадку про професора Вангарі Матхаї, який отримав Нобелівську премію миру за посадку дерев і догляд за ними по всій Кенії.

### Корея
Північна Корея відзначає «День посадки дерев» 2 березня, коли люди по всій країні висаджують дерева. Вважається, що цей день поєднує традиційні азіатські культурні цінності з домінуючою в країні комуністичною ідеологією.
У Південній Кореї 5 квітня Сінгмогіл або Сікмогіл (식목일), День деревини, був державним святом до 2005 року. Незважаючи на те, що Сінгмогіл більше не є офіційне свято, цей день все ще відзначається, і південнокорейська громадськість продовжує брати участь у заходах із посадки дерев.

### Лесото
Національний день посадки дерев зазвичай припадає на 21 березня залежно від місячного циклу.

### Люксембург
Національний день посадки дерев відзначається у другу суботу листопада.

### Малаві
Національний день посадки дерев відзначається у 2-й понеділок грудня.

### Мексика

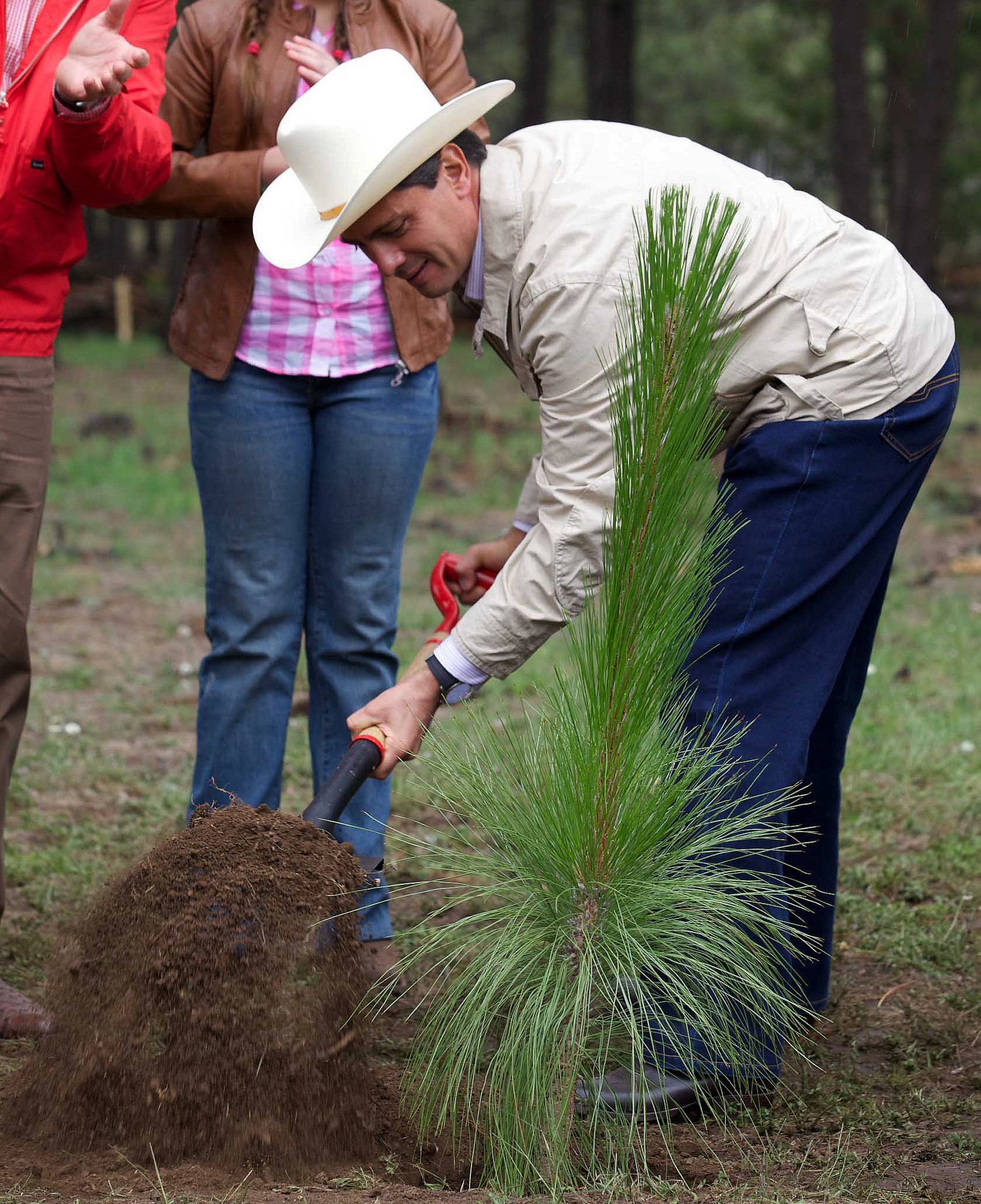
Президент Енріке Пенья Ньєто висаджує дерево в Бальєса, Чіуауа на честь «Діа дель Арбол» 2013.

«Día del Árbol» було засновано в Мексиці в 1959 році, коли президент Адольфо Лопес Матеос видав указ про те, що його слід відзначати у 2-й четвер липня.

### Монголія
Національний день посадки дерев припадає на другу суботу травня та жовтня. Перший Національний день посадки дерев відзначили 8 травня 2010 року.

### Намібія
Перший День деревини в Намібії відсвяткували 8 жовтня 2004 року. Він відбувається щорічно у другу п’ятницю жовтня.

### Нідерланди
Після конференції та публікації Продовольчої та сільськогосподарської організації «Всесвітній фестиваль дерев», а також резолюції Організації Об’єднаних Націй у 1954: «Конференція, визнаючи необхідність пробудження масової свідомості щодо естетичної, фізичної та економічної цінності дерев, рекомендує щорічно відзначати Всесвітній фестиваль дерев у кожній країні-члені у дату, яка відповідає місцевим умовам»; його прийняли Нідерланди. У 1957 році було створено День національного комітету посадки дерев/Заснування національного фестивалю дерев (Nationale Boomplantdag/Nationale Boomfeestdag).
Щороку в третю середу березня (біля весняного рівнодення) три чверті голландських школярів 10/11 років і голландські знаменитості садять дерева. Stichting Nationale Boomfeestdag організовує всі заходи в Нідерландах на цей день. Однак деякі муніципалітети висаджують дерева приблизно 21 вересня через сезон посадок.
У 2007 році 50-річчя було відзначено особливими заходами до золотого ювілею.

### Нова Зеландія
3 липня 1890 року у Новій Зеландії посадили перші посадки на День посадки дерев. Перше офіційне святкування було заплановано на серпень у Веллінгтоні 2012 р. із посадкою pohutukawa і Norfolk Pines вздовж Торндон Еспланади.
Видатний новозеландський ботанік доктор Леонард Кокейн багато працював над місцевими рослинами по всій Новій Зеландії та написав багато видатних ботанічних текстів. Ще в 1920-х роках він висловив бачення, щоб школярі Нової Зеландії залучалися до висаджування місцевих дерев і рослин на території своїх шкіл. Це бачення принесло свої плоди, і школи в Новій Зеландії вже давно висаджують місцеві дерева на День деревини.
З 1977 року в Новій Зеландії 5 червня відзначається День деревини, який також є Всесвітнім днем навколишнього середовища. До цього День деревини відзначався 4 серпня, що є досить пізнім часом для посадки дерев у Новій Зеландії, тому дату змінили.
Багато заходів Департаменту охорони природи зосереджені на проектах екологічне відновлення з використанням місцевих рослин для відновлення середовищ існування, які були пошкоджені або знищені людьми чи інвазивними шкідниками та бур'яни. У Новій Зеландії здійснюються великі проекти відновлення, і в них задіяно багато організацій, зокрема громадські групи, землевласники, природоохоронні організації, волонтери, школи, місцеві підприємства, дитячі садки та ради. Ці проекти є частиною бачення захисту та відновлення місцевого біорізноманіття.

### Нігер
З 1975 року Нігер святкує День деревини як частину свого Дня незалежності: 3 серпня. У цей день, допомагаючи боротися з опустелюванням, кожен нігерець садить дерево. [прояснити]

### Північна Македонія
Враховуючи поганий стан лісового фонду, зокрема катастрофічну лісову пожежу, яка сталася влітку 2007 року, у Північній Македонії було розпочато ініціативу громадян із заліснення. Кампанія під назвою «День дерева – посади своє майбутнє» була вперше організована 12 березня 2008 року, коли офіційно було оголошено неробочим днем, і понад 150 000 македонців посадили 2 мільйони дерев за один день (символічно, по одному для кожного громадянина). . Ще шість мільйонів дерев було висаджено в листопаді того ж року, і ще 12,5 мільйонів дерев у 2009 році. Це стало традицією і відбувається щороку.

### Пакистан
Національний день плантації дерев у Пакистані (قومی شجر کاری دن) відзначається 18 серпня.

### Філіппіни
З 1947 року День дерев на Філіппінах був інституціоналізований, щоб його відзначали по всій країні шляхом висаджування дерев і декоративних рослин та інших форм відповідної діяльності. Його практика була започаткована Прокламацією № 30. Згодом його було переглянуто Прокламацією № 41, видано того ж року. У 1955 році відзначення було продовжено з дня до тижня та перенесено на останній повний тиждень липня. Через два десятиліття його відзначення було перенесено на другий тиждень червня. У 2003 році відзначення було скорочено з тижня до одного дня та перенесено на 25 червня відповідно до Прокламації № 396. У цій же прокламації передбачено «активну участь усіх урядових установ, у тому числі корпорації, що належать і контролюються урядом, приватний сектор, школи, групи громадянського суспільства та громадяни в діяльності з посадки дерев". Згодом його було переглянуто Прокламацією 643 в наступному році.
У 2012 році було прийнято Республіканський закон 10176, який відновив висаджування дерев «як щорічний захід для місцевих органів влади» і зобов’язує висаджувати принаймні одне дерево на рік для працездатних громадян Філіппін віком від 12 років. З 2012 року відзначається багато місцевих святкувань Дня деревини, як-от Натівідад і Tayug в Пангасінан і Санта-Рита в Пампанзі.

### Польща
У Польщі День деревини відзначається з 2002 року. Кожного 10 жовтня багато поляків садять дерева, а також беруть участь у заходах, організованих екологічними фондами. Крім того, польські лісові інспекції та школи читають спеціальні лекції та ведуть екологічні просвітницькі кампанії.

### Португалія
21 березня відзначається День деревини. Це не національне свято, але натомість у школах по всій країні відзначають цей день екологічними заходами, а саме висадкою дерев.

### Росія
Вперше Всеросійський день лісопосадок відзначався 14 травня 2011 року. Зараз він проводиться в квітні-травні (залежить від погоди в регіонах).

### Самоа
День дерев на Самоа відзначається в першу п'ятницю листопада.

### Саудівська Аравія
День дерев в Саудівській Аравії відзначають 29 квітня.

### Південна Африка
День дерев відзначався з 1945 по 2000 рік у Південній Африці. Після цього національний уряд продовжив його до Національного тижня дерев, який триває щорічно з 1 по 7 вересня. Два дерева, один звичайний і один рідкісний виділено, щоб підвищити обізнаність громадськості про місцеві дерева, тоді як школи, підприємства та інші організації проводять різноманітні заходи щодо «озеленення». Наприклад, соціальне підприємство Greenpop, яке зосереджується на сталому озелененні міст, відновленні лісів та екологічній обізнаності в Африці на південь від Сахари, щороку використовує День дерев, щоб закликати до дій із посадки дерев. Під час Місяця лісів у 2019 р., відповідаючи на останні дослідження які підкреслюють важливість відновлення дерев, вони запустили свою нову мету – висадити 500 000 дерев до 2025 року.

### Іспанія

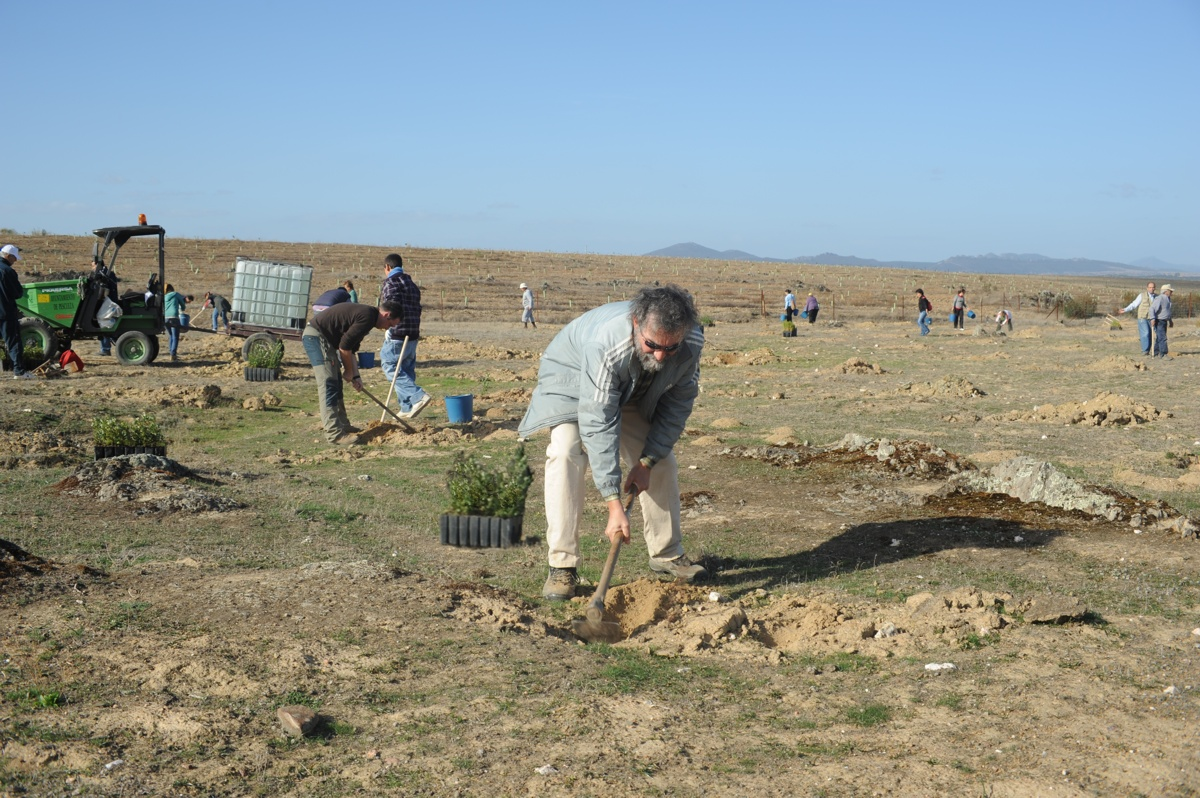
Посадка діброви в Пескуеза

У 1896 році Маріано Бельмас Естрада пропагував перший «Фестиваль дерев» у Мадриді.
В Іспанії 21 березня відзначався Міжнародний день лісів, але указ 1915 року також запровадив День деревини по всій Іспанії. Кожен муніципалітет або колектив вирішує дату свого Дня деревини, зазвичай між лютим і травнем. У Віллануева-де-ла-Сьєрра (Естремадура), де в 1805 році відбувся перший у світі День деревини, його відзначають, як і з тієї нагоди, у вівторок на Карнавалі. Це чудовий день у місцевому святковому календарі.
Як приклад відданості природі, маленьке містечко Пескуеза, яке має лише 180 жителів, щовесни організовує велику плантацію дібров, яка називається «Фестиваліно», за сприяння міської ради, кількох фондів та участь громадян.

### Шрі-Ланка
Національний день посадки дерев - 15 листопада.

### Танзанія
Національний день посадки дерев - 1 квітня.

### Уганда
Національний день посадки дерев - 24 березня.

### Велика Британія
Вперше організований у 1975 році Національний тиждень дерев є святкуванням початку зимового сезону посадки дерев, зазвичай наприкінці листопада. Щороку школи, громадські організації та місцева влада висаджують близько мільйона дерев.
6 лютого 2020 року Myerscough College у Ланкаширі, Англія, за підтримки Arbor Day Foundation відзначив перший у Великобританії День деревини.

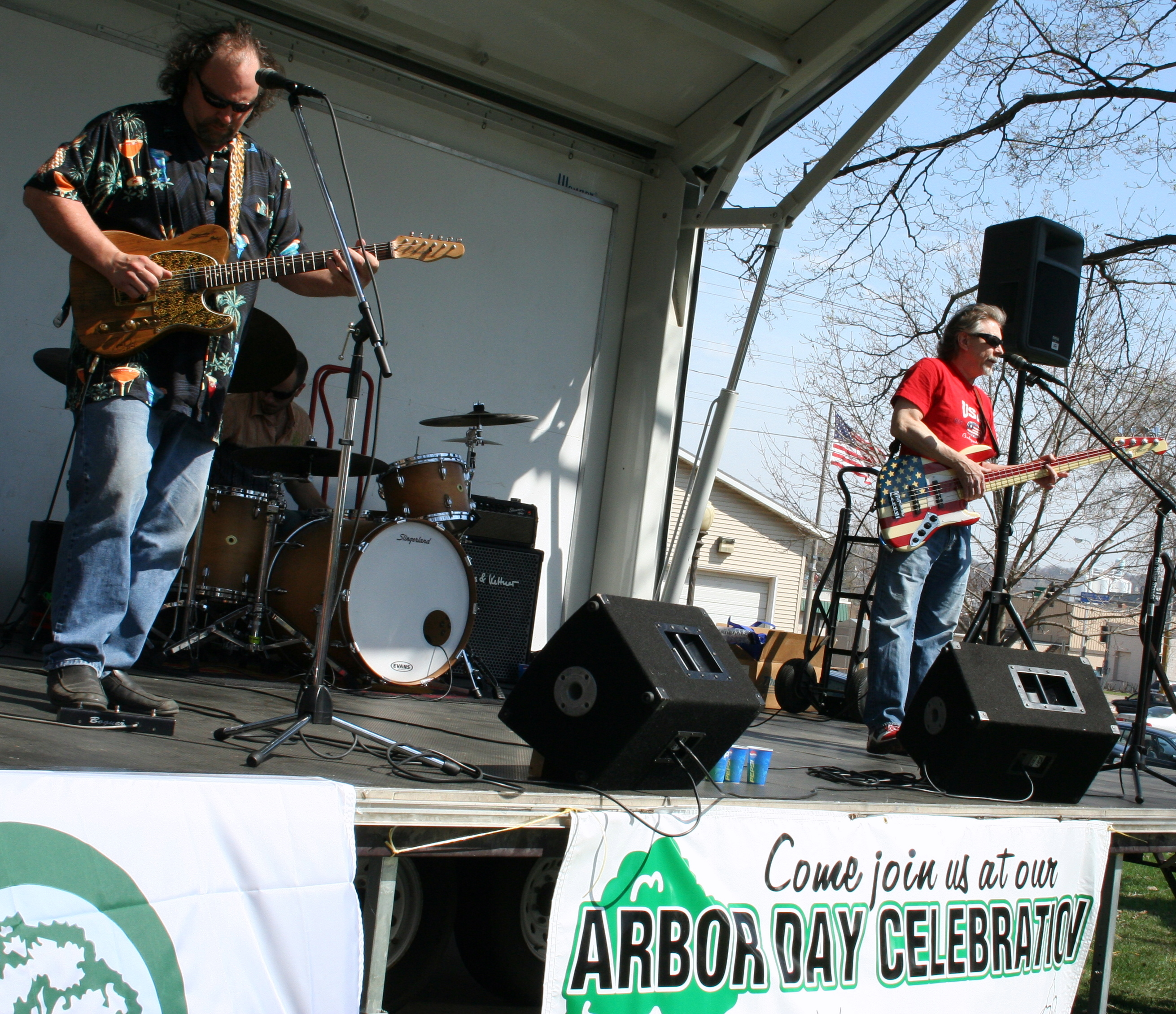
Громадський фестиваль до Дня посадки дерев в Рочестер, Міннесота

### США
День посадки дерев був заснований у 1872 році Дж. Стерлінгом Мортоном у Небраска Сіті, Небраска. До 1920-х років у кожному штаті Сполучені Штати були прийняті державні закони, які встановлювали певний день для відзначення Дня альтанок або «Дня альтанок і птахів».
Щороку в останню п'ятницю квітня відзначається Національний день дерев; це державне свято в Небраска. Інші штати вибрали власні дати для Дня посадки дерев.
Традиційний звичай — посадити дерево. У перший День дерев, 10 квітня 1872 року, було висаджено близько мільйона дерев.
День деревини був заснований у 1872 році Дж. Стерлінг Мортон у Небраска Сіті, Небраска. До 1920-х років у кожному штаті Сполучені Штати були прийняті державні закони, які встановлювали певний день для відзначення Дня альтанок або «Дня альтанок і птахів».
ороку в останню п'ятницю квітня відзначається Національний день дерев; це державне свято в Небраска. Інші штати вибрали власні дати для Дня дерев.

### Венесуела
Венесуела визнає «Día del Arbol» (День посадки дерев) в останню неділю травня.

## Зовнішні посилання
- Міжнародні дні деревини
- Плани уроків для класу на День деревини
- National Arbor Day Foundation
- Державні дні деревини та державні дерева